# U.S. Pro Indoor 1978
Lo U.S. Pro Indoor 1978 è stato un torneo di tennis giocato sintetico indoor. È stata l'11ª edizione dello U.S. Pro Indoor, che fa parte del Colgate-Palmolive Grand Prix 1978. Si è giocato al Wachovia Spectrum di Filadelfia in Pennsylvania negli Stati Uniti dal 23 al 29 gennaio 1978.

## Partecipanti

### Teste di serie
| Nazionalità | Giocatore          | Ranking | Testa di serie |
| ----------- | ------------------ | ------- | -------------- |
| Stati Uniti | Jimmy Connors      | 1       | 1              |
| Svezia      | Björn Borg         | 3       | 2              |
| Stati Uniti | Brian Gottfried    | 4       | 3              |
| Stati Uniti | Vitas Gerulaitis   | 5       | 4              |
| Spagna      | Manuel Orantes     | 6       | 5              |
| Stati Uniti | Eddie Dibbs        | 7       | 6              |
| Messico     | Raúl Ramírez       | 9       | 7              |
| Romania     | Ilie Năstase       | 10      | 8              |
| Stati Uniti | Dick Stockton      | 8       | 9              |
| Stati Uniti | Roscoe Tanner      | 23      | 10             |
| Italia      | Corrado Barazzutti | 11      | 11             |
| Australia   | Ken Rosewall       | 15      | 12             |
| Polonia     | Wojciech Fibak     | 12      | 13             |
| Stati Uniti | Harold Solomon     | 13      | 14             |
| Stati Uniti | Sandy Mayer        | 14      | 15             |
| Stati Uniti | John McEnroe       | 18      | 16             |

### Altri partecipanti
I seguenti giocatori sono passati dalle qualificazioni:

- Jim McManus
- Tom Leonard

## Campioni

### Singolare maschile
Jimmy Connors ha battuto in finale  Roscoe Tanner con il punteggio di 6–2, 6–4, 6–3

### Doppio maschile
Bob Hewitt /  Frew McMillan hanno battuto in finale  Vitas Gerulaitis /  Sandy Mayer con il punteggio di 6–3, 6–4